# Heinrich Schulz (Maler)

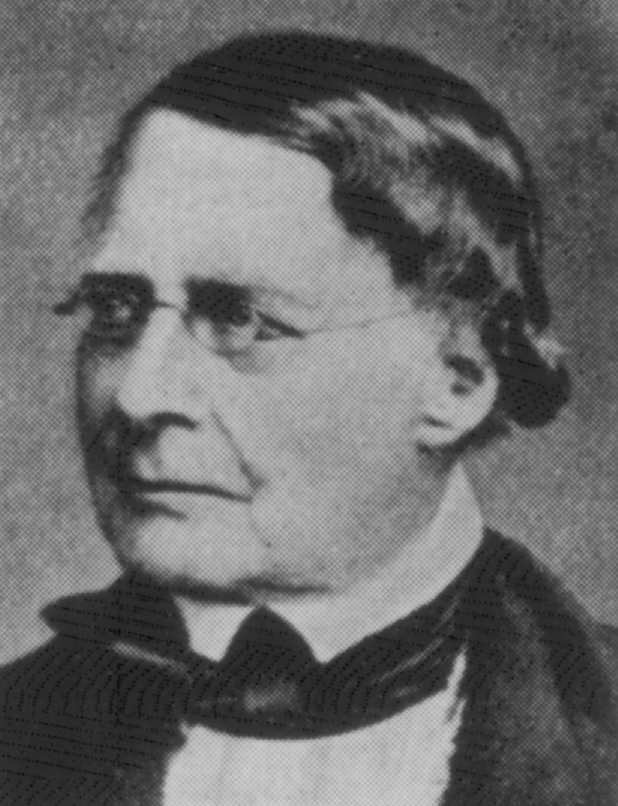
Heinrich Schulz

Heinrich Schulz (auch: Peter Heinrich Andreas Schultz und Peter Heinrich Andreas Schultze; * 19. August 1797 in Hannover; † 25. Mai 1886 ebenda) war ein deutscher Maler und Zeichenlehrer sowie Restaurator. Als „Lehrer des freien Handzeichnens“ hat er mehr als vier Jahrzehnte Generationen von Künstlern ausgebildet.

## Leben
Peter Heinrich Andreas Schultze wurde noch während der Personalunion zwischen Großbritannien und Hannover zur Zeit des Kurfürstentums Hannover geboren und wuchs in die sogenannte „Franzosenzeit“ hinein.

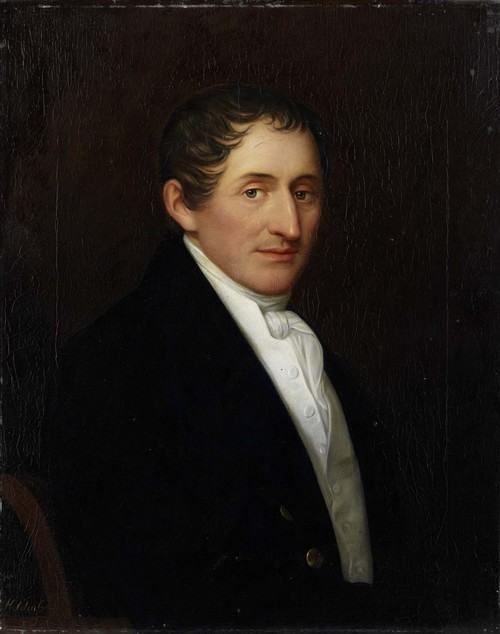
Brustbild eines Herren aus dem Besitz von „Frl. C. Hink“, das gemeinsam mit einem Damenbild 1938 durch Vermittlung des Kunsthändlers Emil Backhaus in den Besitz des Niedersächsischen Landesmuseums Hannover gelangte und heute im Fokus der Provenienzforschung liegt

Schulz erhielt seinen ersten Unterricht im Zeichnen bei dem Kupferstecher und Maler Johann Gerhard Huck, der jedoch bald darauf verstarb. In der Folge wurde Schulz ein Schüler von Johann Heinrich Ramberg und galt später als Vertreter eines „müde gewordenen Klassizismus“. Ab 1818 hielt sich Schulz in Dresden auf, bildete sich in den Jahren von 1823 bis 1826  in Italien, bevor er sich 1830 in der Stadt Hannover niederließ.
Noch vor Beginn der Industriellen Revolution im Königreich Hannover war Schulz neben dem Baumeister Justus Heinrich Jakob Molthan, dem Bildhauer August Hengst, dem Maler Justus Elias Kasten und anderen einer der Initiatoren des 1832 gegründeten Kunstvereins Hannover.
Bereits ab dem Gründungsjahr 1831 und bis hinein in die frühe Gründerzeit des Deutschen Kaiserreichs im Jahr 1876 unterrichtete Schulz als erster Lehrer für Freihandzeichnen am hannoverschen Polytechnikum.
Zu Schulzes zahlreichen Schülern zählten Edmund Koken, Theodor Kotsch, Wilhelm Busch, August Klemme und viele andere mehr.
Das Adreßbuch der königlichen Haupt- und Residenzstadt Hannover und ihrer Vorstädte für 1856 kündete vom Umzug des Malers und Lehrers von Haus Kleine Barlinge 21 zu Ostern des Jahres in das Gebäude Misburgerdamm 1.
Heinrich Schulze war Mitglied im Hannoverschen Künstlerverein. Er zählte zu den eher stillen Künstlern der Residenzstadt Hannover, der „seine eigene Kunst nach außen nur wenig zu Schau getragen hat“. Seine Werke stellte er im Zeitraum von etwa 1830 bis 1882 allerdings mehrfach im Kunstverein Hannover aus.
Schulze wurde als Maler bezeichnet, aus dessen Bildern ein Sinn für stille Größe zu erkennen ist. Dieses Attribut soll sich in dem Porträt des Claus von der Decken finden, das mutmaßlich aus der Hand des Zeichenlehrers oder einer seiner Schüler stammt. Zu Schulzes herausragenden Werken zählen das Bildnis eines Knaben in Matrosentracht sowie eine antike Hirtenszene, das offenbar Jakob beim Werben um Rahel darstellt.

## Provenienzforschung
Ein von Schultz gemaltes Herrenbildnis als Öl auf Leinwand in den Maßen 65,7 × 53,5 cm aus dem Jahr 1841 gelangte gemeinsam mit einem später vernichteten Damenbildnis aus dem Besitz von „Frl. C. Hink“ und durch Vermittlung des hannoverschen Kunsthändlers Emil Backhaus während der Zeit des Nationalsozialismus im Jahr der Reichspogromnacht 1938 in den Besitz des heutigen Niedersächsisches Landesmuseums Hannover. Zu der bisher noch lückenhaften Provenienz teilte das Museum auf seiner Webseite mit, „dass ein NS-verfolgungsbedingter Entzug oder Zwangsverkauf vorläufig nicht ausgeschlossen werden kann. Es könnte sich jedoch ebenso um rechtmäßige Ankäufe, Schenkungen oder Vermächtnisse handeln. Die hier veröffentlichten Objekte sind zugleich bei der Koordinierungsstelle Magdeburg gemeldet und werden abhängig von den laufenden Recherchen und eingehenden Hinweisen aktualisiert. Sollten Ihnen weiterführende Informationen zur Provenienz der genannten Kunstwerke vorliegen, würden wir uns über eine Kontaktaufnahme freuen.“